# Wladimir Jewgenjewitsch Sacharow

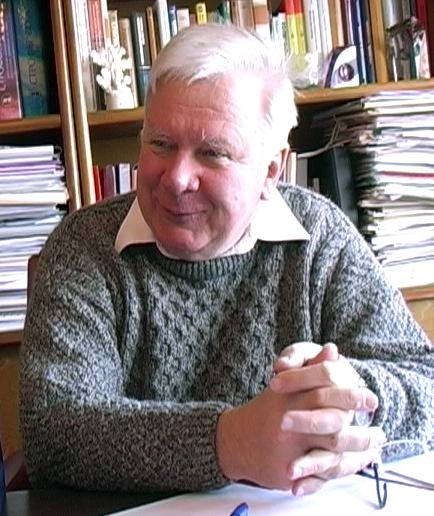
W. Sacharow (2003)

Wladimir Jewgenjewitsch Sacharow (russisch Владимир Евгеньевич Захаров; englische Transliteration Vladimir E. Zakharov; * 1. August 1939 in Kasan; † 20. August 2023 in Moskau) war ein russischer theoretischer Physiker und Mathematiker, der sich mit nichtlinearer Dynamik beschäftigte.

## Leben
Sacharow wurde als zweiter Sohn eines  Forstingenieurs und einer Biologielehrerin in Kasan geboren. Seine Jugend verbrachte er in Smolensk.
Er studierte ab 1956 am Moskauer Institut für Energietechnik und ab 1960 an der Universität Nowosibirsk, wo er 1963 das Physik-Diplom ablegte. Ab 1964 war er am Institut für Kernphysik in Nowosibirsk, wo er 1966 promoviert wurde (Kandidatentitel) und sich 1971 habilitierte (russischer Doktorgrad). Dort forschte er zunächst über Plasmaphysik und wurde 1974 Leiter der Abteilung für theoretische Plasmaphysik am Landau-Institut für Theoretische Physik in Moskau, was er bis 1992 blieb. 1993 wurde er Direktor des Landau Instituts (was er bis 2003 blieb) und war außerdem von 1992 bis 2021 Professor für Mathematik an der University of Arizona in Tucson, ab 2004 als „Regent Professor für Mathematik“. Von 2004 bis 2019 war er außerdem Leiter der Abteilung mathematische Physik am Lebedew-Institut in Moskau. 1990 bis 1997 war er Direktor des International Center on Nonlinear Studies in Russland.
Er starb am 20. August 2023 im Alter von 84 Jahren in Moskau.

## Wirken
Sacharow wurde für seine mathematischen Arbeiten über nichtlineare Dynamik bekannt, u. a. Inverse Streutransformation und Solitonen in verschiedenen nichtlinearen Differentialgleichungssystemen (mit Anwendungen in Allgemeiner Relativitätstheorie und Yang-Mills-Theorie) und nichtlineare Wellenphänomene in (nichtlinearer) Optik, Hydrodynamik (einschließlich Oberflächenwellen wie Meereswellen und Kapillarwellen), Festkörperphysik und Plasmaphysik. In den 1960er Jahren entwickelte er eine Theorie der Wellen-Turbulenz. Mit Wladimir Belinski führte er 1978 die Inverse Streutransformation in die Allgemeine Relativitätstheorie ein zur Gewinnung neuer exakter Lösungen der Feldgleichungen (Gravitations-Instantonen).
Sacharow veröffentlichte Anfang der 1970er Jahre mit Alexei Schabat (A. B. Shabat) wichtige Beiträge zur Methode der inversen Streutransformation (Lösung der nichtlinearen Schrödingergleichung mit dieser Methode, Übertragung der Methode auf mehrere Raumdimensionen). 1972 veröffentlichte er das Sacharow-System (auch Sacharow-Gleichungen), ein System von nicht-linearen partiellen Differentialgleichungen zur Beschreibung von Langmuir-Wellen.
Ab 1984 war er korrespondierendes und seit 1991 volles Mitglied der Russischen Akademie der Wissenschaften, die ihm 2019 ihre Bogoljubow-Goldmedaille verlieh. 1987 erhielt er den sowjetischen Staatspreis für seine Arbeiten in der Plasmaphysik und 1993 den Staatspreis der Russischen Föderation für seine Arbeiten über Solitonentheorie. 1999 erhielt er den Verdienstorden der Russischen Föderation. 2003 erhielt er die Dirac-Medaille (ICTP) mit Robert Kraichnan.
1983 war er Invited Speaker auf dem Internationalen Mathematikerkongress in Warschau (Multidimensional integrable systems). Er war Fellow der American Mathematical Society. 2011 wurde er zum Mitglied der Academia Europaea gewählt.
Am 28. Juli 1999 wurde der Asteroid (7153) Vladzakharov nach ihm benannt.

## Schriften (Auswahl)
- mit Sergei V. Manakov, Sergei Nowikow, Lew P. Pitaevskii: Theory of Solitons – The Inverse Scattering Method. Plenum Press 1984 (russisch 1980)
- als Herausgeber: What is Integrability? Springer, 1991, ISBN 3-540-51964-5.
- mit Alexej B. Shabat: Exact Theory of Two-Dimensional Self-Focusing and One-Dimensional Self-Modulation of Waves in Nonlinear Media. In: Soviet Physics JETP, Band 34, 1972, S. 62–69.
- mit Alexej B. Shabat: A scheme for integrating the nonlinear equations of mathematical physics by the method of the inverse scattering problem. In: Functional Analysis and Its Applications, Band 8, 1974, S. 226–235. doi:10.1007/BF01075696